# Полянская, Мина Иосифовна
Ми́на Ио́сифовна Поля́нская (род. 1945, Рышканы, Молдавская ССР) — русская писательница, прозаик и эссеист, литературовед.
Член Союза российских писателей.

## Биография
Мина Иосифовна Полянская родилась в посёлке Рышканы, куда родители незадолго до её рождения вернулись из эвакуации из Самарканда. Мать — Сима Ихилевна (урождённая Лернер), училась в религиозной еврейской школе в Бухаресте, отец, Иосиф Янкелевич Полянский (1907—1953) — в румынской гимназии. В том же году семья переехала в Черновцы. В 1952 году Иосиф Полянской по доносу за прослушивание по радио «иностранных голосов» был арестован, но вскоре выпущен с предложением уехать из города. В том же году он вместе с семьёй (тремя детьми) выехал в Бельцы, где отец умер в январе 1953 года. Мина Полянская закончила одиннадцатилетнюю школу № 16 (ныне Лицей имeni Кантемира) в Бельцах, и уехала в Ленинград.
Мина Полянская — выпускница филологического факультета Ленинградского пединститута им. Герцена середины 60-х, в пору его подлинного расцвета, когда там преподавали легендарные Эткинд, Ефим Григорьевич и Берковский, Наум Яковлевич. А также переводчик «Божественной комедии» и «Петрарки» академик Маранцман, Владимир Георгиевич и Скатов, Николай Николаевич, до недавнего времени директор Института русской литературы (Пушкинский дом), автор многих книг-биографий русских классиков. Преподавал ещё профессор Альфонсов, Владимир Николаевич, блестящий знаток Серебряного века, автор книг «Слова и краски», «Поэзия Бориса Пастернака». Некоторые из наставников, хранивших «юность нашу» (Эткинд, Маранцман, Берковский), стали действующими лицами книги Полянской «Берлинские записки о Фридрихе Горенштейне», вышедшей в Петербурге в 2011 году, и очерков "Нужен «красный Пинкертон», «Смерть героя» (опубликованы в «Вопросах литературы» № 1, 2011), «Мемуарные размышления о Ефиме Эткинде» (Персона -plus, 4, 2010). По окончании филологического факультета в течение целого года училась на специальных курсах «Литературный Петербург-Ленинград» со специализацией «Пушкин в Петербурге» и с семинарами, проводимыми замечательным пушкинистом Вадимом Эразмовичем Вацуро, Вадим Эразмович и с получением диплома с записью «Пушкин в Петербурге». Работала штатным экскурсоводом в литературной секции Ленинградского городского бюро экскурсий. Эта организация, прекратившая своё существование в начале перестройки, вела научную работу. Из недр её вышло много замечательных книг о писателях и деятелях искусства, живших в Петербурге и пригородах. Мина Полянская вела 16 литературных тем, среди них все пушкинские: «Пушкинский дом», «Пушкин в Петербурге», «Пушкин в Царском селе (дача Китаевой, пушкинский Лицей), „Пушкинские горы“ (Михайловское, Тригорское и Святогорский монастырь, у стен которого поэт похоронен).
Жизненный маршрут Мины Полянской с 1990 года: Санкт-Петербург — Иерусалим — Берлин — Ульм.
О своей работе в ленинградском бюро экскурсий Мина Полянская рассказала в очерке:(Блог Перемен20 декабря, 2019) "Синие карточки https://www.peremeny.ru/blog/24228
В 1995 году в Берлине Мина Полянская (с мужем Борисом Антиповым и сыном Игорем Полянским (Igor J. Polianski ныне профессор Ульмского университета, Германия ), главным редактором журнала „Зеркало Загадок“.) создала культурно-политический журнал „Зеркало Загадок“ ISSN 0949- 2089 http://vtoraya-literatura.com/razdel_2128_str_1.html. Участвовала в культурном обмене с немецкой стороной, в частности, в сборнике Сената Федеральной Земли Берлин „Das russische Berlin“ („Русский Берлин“, 2002).
Журнал „ЗЗ“ просуществовал восемь лет, с 1995 по 2003 год. В „ЗЗ“ публиковались Аннинский, Лев Александрович, Кушнер, Александр Семёнович, Лазарев, Лазарь Ильич, Мелихов, Александр Мотелевич, Михаил Пиотровский, Борис Хазанов, Эткинд, Ефим Григорьевич, Маранцман, Владимир Георгиевич и многие другие замечательные деятели литературы и культуры. Постоянное сотрудничество с Фридрихом Горенштейном (Горенштейн, Фридрих Наумович), жившим в Берлине с 1980 года, не прекращалось до самых последних дней жизни писателя (умер 2 марта 2002 года)»
Мина Полянская — член немецкого Пушкинского общества и немецкого отделения международного ПЕН клуба. Член Союза российских писателей и Союза писателей XXI век.

### Публикации в журнале «Зеркало Загадок»[1][2]ISSN0949- 2089
- http://www.emigrantica.ru/item/zerkalo-zagadok-berlin-1995 (с1995 по 2003 годы) Сводный каталог периодики русского зарубежьяβeta
- https://vtoraya-literatura.com/razdel_2128_str_1.html

(гл. редактор Игорь Полянский, лит. редактор Мина Полянская, ред. Борис Антипов):
- Мина Полянская. По следам героев Э. Т. А. Гофмана. Новелла «Выбор невесты». Место действия — Берлин. — ж-л «Зеркало Загадок», 1995, № 1 с.23-31.
- Мина Полянская. Набоков в Берлине. Роман «Другие берега». — «Зеркало Загадок», 1995 № 2, с. 27-34.
- Мина Полянская. Берлинский дом искусств. Зеркало Загадок, 1996, № 3. с.29-32.
- Мина Полянская. «…Я виноват перед Берлином» (к 175-летию со дня рождения Ф. М. Достоевского). Зеркало Загадок", 1996, № 4,с.26-33. Мина Полянская, Татьяна Чернова. История одной мемориальной доски (Марина Цветаева). Зеркало Загадок, 1997, № 6, с. 33-36.
- Мина Полянская, Маттиас Швартц. «Слова, слова, слова…», Берлин И. С. Тургенева.1998, № 7, С. 20 — 26.
- Мина Полянская. «Проходящие злословили его…» Скупой рыцарь" и «История селаГорюхина» А. С Пушкина. Зеркало Загадок, 1999, № 8 , с. 44- 48.
- Мина Полянская. Новый справочник: Современные русские писатели Германии. Зеркало Загадок. 2000, № 9. С. 59 — 60.
- Мина Полянская. Алексей Толстой в Берлине. Зеркало Загадок, 2002, № 10. С. 40- 46.

### Публикации в журналах и альманахах
1. Зеркало Загадок
2. Наш Голос; Unsere stimme
3. Слово\Word
4. «Das russische Berlin». Издание берлинского Сената.
5. Персона PLUS
6. Вопросы литературы
7. Зинзивер
8. Дети Ра
9. Частный корреспондент
10. Перемены.
11. Das russische Kulturerbe, In: Das russische Berlin. Die Auslanderbeauftragte des Senats, Berlin 2002

## Литературные награды
1. Номинант Бунинской премии 2009 года за книгу «Foxtrot белого рыцаря. Андрей Белый в Берлине» (лонг-лист, в алфавитном порядке № 37).
2. Победитель 8-го Международного Волошинского конкурса за 2010 в номинации, учреждённой журналом «Вопросы литературы», «Лица русской литературы» (очерки о Берковском: «Нужен красный Пинкертон» и «Смерть героя»).
3. Лауреат 9-го Международного Волошинского конкурса за 2011 год в номинации «Новейшая антология» (очерк «Цена отщепенства». По страницам романа Фридриха Горенштейна «Место»).
4. Победитель Конкурса им. Короленко, учреждённого Союзом петербургских литераторов, 2012, за рассказ «Андреевская лента».
5. Диплом победителя конкурса «Автор года» сетевого портала «Заметки по еврейской истории». 15.01.2014.

## Статьи Мины Полянской
- Публикации в журнале «Семь искусств»
- Мина Полянская. Вокруг берлинской мемориальной доски Марине Цветаевойж-л «Семь искусств», 2013, № 8.
- Мина Полянская. Неотвратимость коктебельской встречи. Марина Цветаева и Сергей Эфрон. — «Блог перемен», 19 ноября
- Волошинский конкурс. Лица современной литературы.
- Мина Полянская. Штрихи к портрету Наума Яковлевича Берковского — «Вопросы литературы», 2011, № 1.
- Владимир Гуга, Мина Полянская. «Обед молчания», или Бренд «Фридрих Горенштейн» журнал Урал № 3, 2013 Эссе-интервью
- Мина Полянская. Цена отщепенства. По страницам романа Фридриха Горенштейна «Место» (очерк — лауреат Международного Волошинского симпозиума 2011) Зинзивер, 2012, № 2 (34)
- Слово -Word, 2012, № 7

http://magazines.gorky.media/slovo/2012/73/po27.html
Мина Полянская. Рассказы и эссе в Блоге Перемен. http://www.peremeny.ru/blog/author/minapolianski
- Мина Полянская. «Берлинец Сирин». Владимир Набоков в Берлине. Перосона PlÜS, № 1, 2012.http://www.reading-hall.ru/publication.php?id=5376
- Мина Полянская. Подпольный мастер Цукер. «Слово\Word», 2007, № 54 http://magazines.gorky.media/slovo/2007/54/po14.html
- Мина Полянская. Мемуарные размышления о Ефиме Эткинде. «Персона Plus» 4, 2010 http://persona-plus.net/nomer.php?id=2722,
- «Слово\Word», № 69, 2011

http://magazines.gorky.media/slovo/2011/69/po12.html
- Мина Полянская к 80-десятилетию дня рождения Фридриха Горенштейна 18 марта 2012 года. Из воспоминаний о Фридрихе Горенштейне Частный корреспондент, 18 марта 2012 http://www.chaskor.ru/article/iz_vospominanij_o_fridrihe_gorenshtejne_27265
- Мина Полянская. Из воспоминаний о Фридрихе Горенштейне (Полная версия) «Перемены», 18 марта 2012.

http://www.peremeny.ru/blog/11097
- О набоковских и цветаевских местах в Берлине. Интервью Владимира Гуги с Миной Полянской. Частный корреспондент. 27, О4. 2012.

http://www.ruvek.ru/?module=articles&action=view&id=6797&region=538
Мина Полянская в библиотеке Александра Белоусенко. ФРИДРИХ ГОРЕНШТЕЙН:www.belousenko.com/wr_Polyanskaya.htm
Мина Полянская. Бэла. Готическая повесть. Заметки по еврейской истории № 195http://www.berkovich-zametki.com/2016/Zametki/Nomer10/MPoljanskaja1.php
Мина Полянская. Другие и Довлатов. Блог Перемен. 8 сентября 2016 http://www.peremeny.ru/blog/19997
Мина Полянская. Читальный зал.
http://reading-hall.ru/autor.php?id=1077
Мина Полянская. Андреевская лента.
Дети Ра" № 1 (87), 2012 https://reading-hall.ru/publication.php?id=3946
Мина Полянская. Берлинская трагедия. Генрих фон Клейст. «Персона PLUS» № 1, 2011 г.
http://persona-plus.net/nomer.php?id=3497 //Полянская М. Музы города. Берлин, Support Edition, 2000 ISBN 3-927869-13-9
Мина Полянская. Берлинский рассказчик. Эрнст Теодор Амадей Гофман. Музы города. Берлин, Support Edition, 2000 ISBN 3-927869-13-9
Мина Полянская Журнальный зал.http://magazines.gorky.media/authors/p/mpolyanskaya
Мина Полянская. Воспоминания о Фридрихе Горенштейне. http://club.berkovich-zametki.com/?p=3545&cpage=1
Мина Полянская. Читать онлайн на ЛитБук: http://litbook.ru/writer/1060/
Мина Полянская. Странный случай с Андреем Белым Собор лозаннской Богоматери. Мнемозина № 3, 2015. http://www.mnemozina.eu/wp-content/uploads/2015/01/polyanskaya-sobor.pdf
Мина Полянская. Блог Перемены. Ру.- «Угрюм река у Аничкова моста». http://www.peremeny.ru/blog/18732
Мина Полянская. Иван Тургенев. Берлинский университет — царство мысли. Мнемозина, № 3(2015)http://www.mnemozina.eu/wp-content/uploads/2015/01/polyanskaya-turgenev.pdf
Мина Полянская. Записки бывшего ГЭБовца //в книге «Я поведу тебя в музей» М., АСТ, 2017 ISBN 978-5-17-104087-1, также:http://nk.ast.ru/musey/story/620/
- Полянская М. «Э. Т. А. Гофман в Берлине. Берлинский текст». Литературный альманах «Мнемозина».
- Полянская М. Берлинский рассказчик. Эрнст Теодор Амадей Гофман. Зарубежные Задворки, 2010 № 1/3 http://old.za-za.net/old-index.php?menu=authors&&country=ger&&author=poljanskaja&&werk=003
- Мина ПолянскаяЭ. Т. А. Гофман в Берлине.Трагедия романтика при исполнении служебных обязанностей// альманах «Лёд и пламень», М. Изд. Союза российских писателей, 2018